# My girl Josephine
My Girl Josephine is een lied geschreven door Fats Domino en Dave Bartholomew. Fats Domino bracht vervolgens het liedje zelf uit in oktober 1960 (VS) en december 1960 (gegevens Nl) via Imperial Records. Een hele rits artiesten nam het vervolgens als cover op, waarbij ook in de 21e eeuw nieuwe versies van dit lied verschenen.

## Hitnoteringen
In Nederland en België waren er nog geen officiële hitparades, doch My girl Josephine werd wel genoteerd in de verre voorlopers daarvan. In Nederland haalde het een vierde plaats in twintig weken notering, hetgeen toch wijst op een gestage verkoop van dit nummer. In Vlaanderen haalde het een vijfde plek in zestien weken notering, hetgeen daar ook op wijst. Het nummer lag de Britten kennelijk veel minder. Het was aldaar “slechts” vier weken genoteerd met als hoogste positie plaats 32. genoteerd. My girl Josephine haalde in de Billboard Hot 100 in vijftien weken plaats 14.

## Covers
Onder de veertigtal artiesten die het nummer coverden bevinden zich:
- Sandy Nelson
- Benny Quick haalde met Hallo Josephine in het Duits net aan de Duitse top 50
- Jerry Lee Lewis
- Wayne Fontana and the Mindbenders
- The Scorpions brachten het tweemaal uit onder de titel Hello Josephine in 1965 en 1977
- Will Tura nam het onder leiding van muziekproducent Jean Kluger op als Hallo Jozefien in de vertaling van Paul de Schepper voor zijn album Liedjes die ik graag had gezongen (1960-1965) uit 1981
- Shakin' Stevens
- Sam Gooris stond met Josefien elf weken in de Vlaamse Ultratop 50 met een 24e plaats als hoogste